# Norton AntiVirus
Norton AntiVirus (comúnmente abreviado como NAV), es un producto desarrollado por la división "Norton" de la empresa Symantec. Norton Antivirus es uno de los programas antivirus más utilizados en equipos personales. Aunque se puede conseguir como programa independiente, también se suele vender incluido en los paquetes Norton 360 y Norton Internet Security
También se encuentra la edición Symantec Endpoint Protection y Symantec Protection Suite, que son productos diseñados específicamente para el uso en redes dentro de empresas. Los productos para empresas Symantec tienen varias características que no se encuentran en las versiones Norton, incluyendo consola de administración y procesos.
Symantec proporciona servicios de prevención y eliminación de malware durante un período de suscripción. Utiliza firmas y heurísticas para identificar los virus. Otras características incluyen spam filtrado de correo electrónico y la protección contra el phishing. 
Symantec distribuye el producto como una descarga, una copia de la caja, y como software de OEM. Norton AntiVirus y Norton Internet Security, un producto relacionado, que se celebró un 61% de cuota de mercado de los EE. UU. al por menor de suites de seguridad de la primera mitad de 2007. Los competidores, en términos de cuota de mercado en este estudio, incluyen los productos antivirus de CA, Trend Micro y Kaspersky Lab. 
Norton AntiVirus se ejecuta en Microsoft Windows y Mac OS X. La versión 17.5.0.127 es la última compilación de Windows. [2] Compatibilidad con Windows 7 se encuentra en desarrollo para las versiones 2006 y 2008. La versión 2009 tiene el apoyo de actualización de Windows 7 ya está. Versión 2010 soporta de forma nativa Windows 7, sin necesidad de una actualización. La versión 11.1.1 de Mac es el último de construir.